# Alexis III Loir
Alexis III Loir (ur. 1712 w Paryżu, zm. 1785 tamże) – francuski malarz, pastelista i rzeźbiarz.
Pochodził z rodziny artystów znanych w Paryżu od XV wieku. Był synem złotnika Nicolasa Loira i starszym bratem malarki Marianne Loir (1715-1769) i marszanda złotnictwa Jean-Baptiste Loira (1716). Był też wujem malarza i rytownika Alexisa Loira zwanego le Romain.
W 1746 zdawał do Królewskiej Akademii Malarstwa i Rzeźby w Paryżu. Aby zwiększyć swoje szanse na przyjęcie, zamiast wymaganego pastelu 
przedstawił terakotową rzeźbę Satyr Marsjasz i popiersie malarza Charlesa André van Loo. Został przyjęty 30 kwietnia 1746, a w 1779 został członkiem akademii.
Podróżował do Anglii w 1753 i Rosji w latach 1763–1769. Po powrocie do Francji osiadł w 1772 w Béarn. W 1775 król Ludwik XVI udzielił mu stypendium w wysokości 225 funtów. Ożenił się z Margerite Thérèse Bailly, córką malarza Nicolasa Bailly.